# Glaucytes albocincta
Glaucytes albocincta är en skalbaggsart som först beskrevs av Louis Alexandre Auguste Chevrolat 1858.  Glaucytes albocincta ingår i släktet Glaucytes och familjen långhorningar. Inga underarter finns listade i Catalogue of Life.